# Lví král (film, 2019)
Lví král (v anglickém originále The Lion King) je americký fotorealistický CGI animovaný  hudební dobrodružný film z roku 2019, produkovaný společností Walt Disney Pictures. Je velmi podobný originálu z roku 1994. Režie se ujal Jon Favreau, který již dříve adaptoval Knihu džunglí. Scénář napsal Jeff Nathanson. Snímek je fotorealistický CGI remake stejnojmenného animovaného filmu z roku 1994. Dabingu postav se chopili Donald Glover, Seth Rogen, Chiwetel Ejiofor, Alfre Woodard, Billy Eichner, John Kani, John Oliver, Beyoncé a James Earl Jones.
Film měl premiéru 18. července 2019 a do konce měsíce vydělal miliardu dolarů, čímž se stal jedním z nejvýdělečnějších filmů roku. V srpnu 2019 film v tržbách překonal hranici 1,33 miliardy dolarů, čímž se stal nejvýdělečnějším animovaným filmem historie. U kritiků se film dočkal smíšených reakcí; chváleny byly vizuální efekty, výkony dabérů a zpěv, naopak kritizována byla neoriginalita a emoční výrazy postav (zvířat).
DĚJ
Ve Lví říši vládne zvířatům spravedlivý král Mufasa, kterému se narodí jeho první syn, lvíček Simba. Mufasův zákeřný bratr Scar se chce stát králem a tak vymýšlí různé plány, jak se Mufasy a Simby zbavit. Simba je Scarem úmyslně naváděn do nebezpečí, ačkoliv nemá tušení, že za tím stojí právě Scar. Ve sloním hřbitově Simbu a jeho kamarádku Nalu málem roztrhají hyeny, které Scarovi slouží.
Později Scar za pomoci těchto hyen splaší stádo pakoňů, které se řítí kaňonem na Simbu. Mufasa se ho vydá zachránit, což se mu povede, a sám šplhá na skálu, aby se zachránil. Na vrcholu však čeká Scar a shodí jej do kaňonu, takže Mufasa zemře pod kopyty pakoňů.
Simba utíká, protože mu Scar namluvil, že je to jeho vina. Zachrání jej Pumba, prase bradavičnaté, a jeho kamarád Timon, což je malá surikata. Ti žijí s jinými zvířaty podle hakuna matata, což znamená "netrap se", a tímto přístupem naučí se chovat i Simbu. Ten pak u nich prožívá bezstarostný život a dospívá v silného lva.
Mezitím Lví říši kraluje Scar, ale jeho vláda ji zcela ničí. Scar s hyenami loví kolik se jim zachce, a jednou kvůli tomu že s ním Sarabi nechtěla jíst, zavedl nové pravidlo, to zní že : lvi tentokrát budou jíst po hyenách. Nala to už nesnese a jednu noc se vydá hledat pomoc, kde při své výpravě narazí na Simbu. Zamilují se do sebe a Nala jej přesvědčuje, aby se vrátil a ujal se vlády, ale Simba to odmítá. Potom však Mufasův přítel Rafiki Simbovi připomene, že je Mufasův syn a jediný pravý král. Simba se vrátí se Scara svrhnout.
Scar se pokusí Simbu zastrašit připomínkou toho, že Simba že může za smrt Mufasy. Přitom je však donucen prozradit, že on sám Mufasu zabil. Vypukne bitva mezi hyenami, které uznávají Scara, a lvicemi, které za krále pokládají Simbu. Lvice nakonec zvítězí a Scar dostává od Simby milost, ale vzápětí je roztrhán hyenami.
Země se opět zazelená a Simba s Nalou oslavují narození potomka Kopy.

## Obsazení

### Originální znění
- JD McCrary jako mladý Simba
- Donald Glover jako Simba
- Seth Rogen jako Pumbaa
- Chiwetel Ejiofor jako Scar
- Alfre Woodard jako Sarabi
- Billy Eichner jako Timon
- John Kani jako Rafiki
- John Oliver jako Zazu
- Beyoncé Knowles-Carter jako Nala
- James Earl Jones jako Mufasa
- Shahadi Wright Joseph jako mladá Nala

### České znění
- Filip Vlastník jako mladý Simba
- Jan Kopečný jako Simba
- David Novotný jako Pumbaa
- Jan Šťastný jako Scar
- Dagmar Havlová jako Sarabi
- Ondřej Brousek jako Timon
- Jiří Knot jako Rafiki
- Otakar Brousek jako Zazu
- Aneta Krejčíková jako Nala
- Miroslav Etzler jako Mufasa
- Nela Primasová jako mladá Nala

## Hudba
Z původního filmu se vrátili skladatelé Hans Zimmer a Elton John, kteří upravili původní skladby pro novou verzi filmu. The Lion King: Original Motion Picture Soundtrack byl vydán v červenci 2019 a obsahuje nově nahrané původní písně ze soundtracku z roku 1994. A také novou píseň „Spirit“, kterou pro album nahrála zpěvačka Beyoncé.
O týden později byl v červenci 2019 vydán také druhý soundtrack The Lion King: The Gift, který obsahuje písně inspirované filmem. Kurátorkou alba byla Beyoncé.